# Celestino Peralta
Celestino Peralta Lapuerta fue un religioso español. Nació el 6 de mayo de 1879 en Caparroso (Navarra) y murió en 1929 en Buenos Aires (Argentina).

## Biografía
Ingresó en la orden capuchina, tomando el nombre de Celestino María de Caparroso, y en 1905 se ordenó sacerdote en Pamplona.
Fue profesor en el colegio capuchino de Lecároz, en el que aprendió euskera y se convirtió en un estudioso de dicha lengua, especializándose en el verbo vasco. En 1919 fue nombrado académico correspondiente de la Real Academia de la Lengua Vasca (Euskaltzaindia). Con el seudónimo de Bernardo de Arrigarai (traducción de su apellido al euskera), escribió sobre gramática vasca.
En 1921 fue destinado a la provincia capuchina de Chile-Argentina. Pero a finales de 1928, en Buenos Aires, decidió colgar los hábitos, falleciendo al año siguiente en dicha ciudad.
En su honor, un euskaltegi de Tudela lleva el nombre de Arrigarai.

## Obra literaria
- La conjugación baska: sumario de lo más preciso y práctico de la conjugación del euskera, Barcelona, 1914. Gramática vasca.
- Euskel-irakaspidea, o sea gramática del dialecto guipuzcoano, Totana (Murcia), 1919. Tratado de gramática vasca. Se lo dedicó al Padre Donostia, con el que convivió en Lecaroz y que le ayudó en su elaboración.
- Lenengo irakurbidea aurrei euskaraz irakurtzen irakasteko: euskelzale batek aur euskaldunen onarako argitaratzen duena, Barcelona, 1920. Se trata de un manual de lectura infantil en euskera.

Además colaboró en el cancionero Euskal eres sorta que el Padre Donostia publicó en Madrid en 1922, así como en el n.º 1189 de la revista "La Baskonia" (1926).